# Luke Harris
Luke Bernard Harris (Jersey, 4 de marzo de 2005) es un futbolista jerseyense de ascendencia galesa. Juega de medio centro ofensivo y su equipo actual es el Oxford United Football Club de la English Football League Championship, segunda categoría del fútbol inglés, cedido a préstamo desde Fulham.

## Trayectoria
Debutó como profesional el 23 de agosto de 2022, fue titular para enfrentar a Crawley Town en la segunda ronda de la Copa de la Liga y perdieron 2-0. En la fecha 12 de la Premier League debutó en el campeonato local, ingresó en los minutos finales contra Aston Villa y ganaron 3-0 en el Craven Cottage. En su primera temporada como profesional jugó 5 partidos, su equipo finalizó el torneo en décimo lugar.
El 25 de julio de 2025, fue anunciada su cesión a Oxford United, para tener su primera experiencia en la segunda categoría del fútbol inglés.

## Selección nacional
Ha sido internacional con la selección de Gales en las categorías sub-16, sub-17, sub-18, sub-19 y sub-21. También ha sido convocado por la selección absoluta de Gales.
El 31 de agosto de 2023 fue convocado para jugar una serie de partidos con la sub-21 galesa a pesar de ser categoría sub-18. Debutó con la sub-21 el 8 de septiembre en un amistoso contra Liechtenstein, fue titular, brindó una asistencia y ganaron 4-0. El 12 de septiembre jugó en la clasificación a la Eurocopa sub-21, nuevamente fue titular, se midieron ante Lituana, convirtió un gol y ganaron 2-3.

## Estadísticas

### Clubes
Actualizado al último partido citado el 3 de mayo de 2025.
| Club                             | Div.          | Temporada     | Liga  | Liga  | Liga   | Copas nacionales | Copas nacionales | Copas nacionales | Copas internacionales | Copas internacionales | Copas internacionales | Total | Total | Total  |
| Club                             | Div.          | Temporada     | Part. | Goles | Asist. | Part.            | Goles            | Asist.           | Part.                 | Goles                 | Asist.                | Part. | Goles | Asist. |
| -------------------------------- | ------------- | ------------- | ----- | ----- | ------ | ---------------- | ---------------- | ---------------- | --------------------- | --------------------- | --------------------- | ----- | ----- | ------ |
| Fulham F. C. Inglaterra          | 1.ª           | 2022-23       | 3     | 0     | 0      | 2                | 0                | 0                | —                     | —                     | —                     | 5     | 0     | 0      |
| Fulham F. C. Inglaterra          | 1.ª           | 2023-24       | 1     | 0     | 0      | 1                | 0                | 0                | —                     | —                     | —                     | 2     | 0     | 0      |
| Fulham F. C. Inglaterra          | Total club    | Total club    | 4     | 0     | 0      | 3                | 0                | 0                | 0                     | 0                     | 0                     | 7     | 0     | 0      |
| Exeter City F. C. Inglaterra     | 3.ª           | 2023-24       | 21    | 4     | 2      | -                | -                | -                | —                     | —                     | —                     | 21    | 4     | 2      |
| Exeter City F. C. Inglaterra     | Total club    | Total club    | 21    | 4     | 2      | 0                | 0                | 0                | 0                     | 0                     | 0                     | 21    | 4     | 2      |
| Birmingham City F. C. Inglaterra | 3.ª           | 2024-25       | 29    | 3     | 1      | 7                | 1                | 0                | —                     | —                     | —                     | 36    | 4     | 1      |
| Birmingham City F. C. Inglaterra | Total club    | Total club    | 29    | 3     | 1      | 7                | 1                | 0                | 0                     | 0                     | 0                     | 36    | 4     | 1      |
| Oxford United F. C. Inglaterra   | 2.ª           | 2025-26       | 0     | 0     | 0      | -                | -                | -                | —                     | —                     | —                     | 0     | 0     | 0      |
| Oxford United F. C. Inglaterra   | Total club    | Total club    | 0     | 0     | 0      | 0                | 0                | 0                | 0                     | 0                     | 0                     | 0     | 0     | 0      |
| Total carrera                    | Total carrera | Total carrera | 54    | 7     | 3      | 10               | 1                | 0                | 0                     | 0                     | 0                     | 64    | 8     | 3      |
| 1.                               |               |               |       |       |        |                  |                  |                  |                       |                       |                       |       |       |        |

### Selección
Actualizado al último partido citado el 23 de marzo de 2025.
| Selección         | Temporada         | Continental | Continental | Continental | Mundial | Mundial | Mundial | Amistosos | Amistosos | Amistosos | Total | Total | Total  |
| Selección         | Temporada         | Part.       | Goles       | Asist.      | Part.   | Goles   | Asist.  | Part.     | Goles     | Asist.    | Part. | Goles | Asist. |
| ----------------- | ----------------- | ----------- | ----------- | ----------- | ------- | ------- | ------- | --------- | --------- | --------- | ----- | ----- | ------ |
| Sub-16 Gales      | 2021              | —           | —           | —           | —       | —       | —       | 1         | 0         | 0         | 1     | 0     | 0      |
| Sub-16 Gales      | Total sel.        | 0           | 0           | 0           | 0       | 0       | 0       | 1         | 0         | 0         | 1     | 0     | 0      |
| Sub-17 Gales      | 2021-22           | 5           | 3           | 0           | —       | —       | —       | -         | -         | -         | 5     | 3     | 0      |
| Sub-17 Gales      | Total sel.        | 5           | 3           | 0           | 0       | 0       | 0       | 0         | 0         | 0         | 5     | 3     | 0      |
| Sub-18 Gales      | 2021              | —           | —           | —           | —       | —       | —       | 1         | 1         | 0         | 1     | 1     | 0      |
| Sub-18 Gales      | Total sel.        | 0           | 0           | 0           | 0       | 0       | 0       | 1         | 1         | 0         | 1     | 1     | 0      |
| Sub-19 Gales      | 2021-22           | 2           | 1           | 0           | —       | —       | —       | -         | -         | -         | 2     | 1     | 0      |
| Sub-19 Gales      | Total sel.        | 2           | 1           | 0           | 0       | 0       | 0       | 0         | 0         | 0         | 2     | 1     | 0      |
| Sub-21 Gales      | 2023-24           | 5           | 1           | 1           | —       | —       | —       | 1         | 0         | 1         | 6     | 1     | 2      |
| Sub-21 Gales      | 2024-25           | -           | -           | -           | —       | —       | —       | 2         | 0         | 0         | 2     | 0     | 0      |
| Sub-21 Gales      | Total sel.        | 5           | 1           | 1           | 0       | 0       | 0       | 3         | 0         | 1         | 8     | 1     | 2      |
| Absoluta Gales    | 2022              | 0           | 0           | 0           | -       | -       | -       | -         | -         | -         | 0     | 0     | 0      |
| Absoluta Gales    | 2023              | 0           | 0           | 0           | —       | —       | —       | 0         | 0         | 0         | 0     | 0     | 0      |
| Absoluta Gales    | Total sel.        | 0           | 0           | 0           | 0       | 0       | 0       | 0         | 0         | 0         | 0     | 0     | 0      |
| Total selecciones | Total selecciones | 12          | 5           | 1           | 0       | 0       | 0       | 5         | 1         | 1         | 17    | 6     | 2      |
| 1.                |                   |             |             |             |         |         |         |           |           |           |       |       |        |

## Palmarés

### Títulos nacionales
| Título                      | Equipo                | País       | Año  |
| --------------------------- | --------------------- | ---------- | ---- |
| English Football League One | Birmingham City F. C. | Inglaterra | 2025 |